# Lastreopsis subrecedens
Lastreopsis subrecedens är en träjonväxtart som beskrevs av Ren-Chang Ching. Lastreopsis subrecedens ingår i släktet Lastreopsis och familjen Dryopteridaceae. Inga underarter finns listade.